# Weltewitz
Weltewitz is een plaats in de Duitse gemeente Jesewitz, deelstaat Saksen.